# Emil Molin
Per Emil Molin (i riksdagen kallad Molin i Dombäcksmark), född 19 september 1882 i Grundsunda församling, Västernorrlands län, död 6 september 1958 i Nås, Kopparbergs län, var en svensk lantbrukare och politiker (liberal).
Emil Molin, som kom från en bondesläkt, var lantbrukare i Dombäcksmark i Grundsunda socken, där han också hade kommunala uppdrag. 
Han var riksdagsledamot i andra kammaren för Ångermanlands norra valkrets 1912–1920 och tillhörde Frisinnade landsföreningens riksdagsgrupp Liberala samlingspartiet, förutom riksdagen 1920 då han betecknade sig som vilde. I riksdagen var han bland annat ledamot i andra kammarens fjärde tillfälliga utskott 1914–1915. Han var flitigt engagerad för bland annat utbyggnad av väg- och telegrafnätet, och förespråkade också skärpta straff för djurplågeri.